# 600 miglia
600 miglia (600 Millas) è un film del 2015 diretto da Gabriel Ripstein.
Arnulfo Rubio è un giovane trafficante d'armi che lavora per un cartello messicano, trasportando ogni genere di arma da fuoco nello scompartimento segreto del suo SUV facendo la spola tra Messico e Stati Uniti. Il suo fornitore americano, è il giovane criminale Carson (Harrison Thomas), tanto inesperto quanto violento. I due  sono sotto l'osservazione speciale dell'organizzazione governativa ATF, impegnata nella lotta ai cartelli della droga messicani ed in particolare dall'agente Hank Harris, veterano dell'organizzazione. Un giorno, Harris commette un grave errore mentre tenta di arrestarli ma i due baby gangster riescono a reagire e a sopraffarlo.
Arnulfo non sapendo cosa farne, decide di consegnarlo al suo cartello, ( di fatto lo rapisce ) mettendosi in viaggio insieme a lui attraverso 600 lunghe miglia che lo separano dalla meta. Durante l'interminabile tragitto dall'Arizona a Culiacan i due uomini tanto diversi l'uno dall'altro imparano a conoscersi, raccontandosi anche nella loro intimità e allentando così la tensione. Tuttavia, una volta giunti a destinazione, una inarrestabile spirale di violenza si scatena e l'unica via d'uscita per loro da una situazione che li vedrà entrambi in pericolo sarà inevitabilmente la fiducia reciproca.

## Riconoscimenti
- Premio Ariel

2016: Migliore attore non protagonista a Noé Hernández